# Eilema complanum
Eilema complanum là một loài bướm đêm thuộc phân họ Arctiinae, họ Erebidae.